# Aetheomorpha schmidti
Aetheomorpha schmidti es un coleóptero de la familia Chrysomelidae.
Fue descrita científicamente por primera vez en 2003 por Medvedev.